# Абдель Рахман Сивар ад-Дагаб
Абдель Рахман Свар ад-Дахаб (араб. عبد الرحمن سوار الذهب‎; 1934 — 18 октября 2018) — суданский военный и политический деятель, президент Судана (1985—1986), фельдмаршал.

## Биография
Родился в 1934 году в городе Омдурман, в 1958 году окончил Суданскую военную академию в звании старшего лейтенанта, обучался на военных курсах в Великобритании и Иордании, окончил Военную академию имени Гамаля Абдель Насера в Каире (Египет). Служил в различных частях суданской армии, был военным атташе в Уганде. С 1976 года служил в Генеральном штабе Народных вооружённых сил Демократической Республики Судан. Был начальником генерального штаба суданской армии при президенте Джафаре Нимейри. В марте 1985 года после начала Второй гражданской войны в Судане генерал-полковник Сивар аль-Дагаб президентским декретом был назначен министром обороны и главнокомандующим суданской армией.
В 1985 году во время визита Нимейри в США группа военных во главе с Сиваром аль-Дагабом совершила государственный переворот. 6 апреля 1985 года Сивар ад-Дагаб от имени главного командования Народных вооружённых сил объявил о низложении Нимейри и 9 апреля возглавил Переходный военный совет Судана. Конституция 1983 года была отменена, правящая партия Суданский социалистический союз распущена, бывший президент Нимейри отправился в изгнание. После этого Свар аль-Дагаб стал председателем Переходного военного совета. В апреле 1986 года в стране прошли выборы, после которых было сформировано новое правительство во главе с Садыком аль-Махди из партии «Умма», после чего ад-Дагаб ушёл в отставку с поста президента.
В 1987 году стал председателем Организации исламского вызова. По состоянию на сентябрь 2010 года занимал эту должность.
Был женат, имел пятерых детей.